# Dorylus stanleyi
Dorylus stanleyi é uma espécie de formiga do gênero Dorylus.